# Power Macintosh G3 Tower
Der Power Macintosh G3 Tower („Beige“, Codename „Gossamer“) ist ein Personal Computer des Unternehmens Apple und gehört zur Power-Macintosh-Serie.

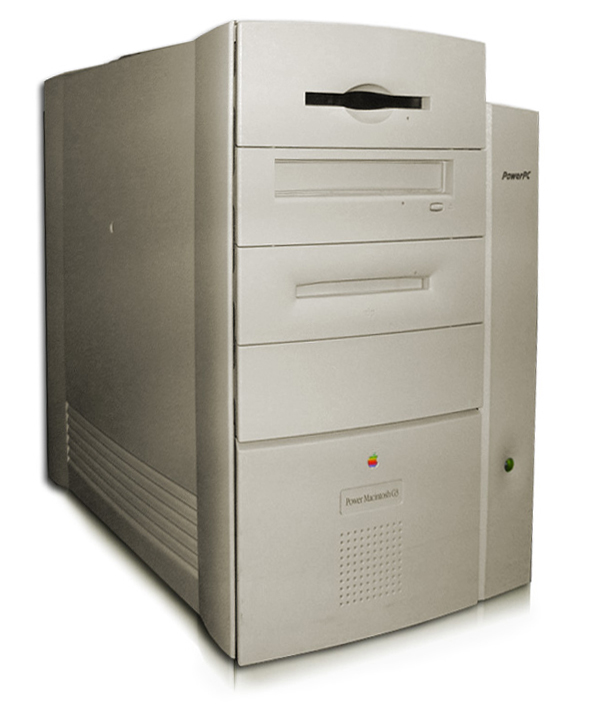
Power Macintosh G3 (Minitowergehäuse)

Der im November 1997 eingeführte Power Macintosh G3 war zur Zeit seines Erscheinens der schnellste Mac. Er war mit dem neu entwickelten PPC-750-Prozessor ausgestattet, der in Zusammenarbeit von Motorola mit IBM entwickelt worden war. Der 750er war der erste Prozessor mit Level-II-Cache, was die Geschwindigkeit des Datentransfers deutlich steigerte.
Vom beigen Power Mac G3 gab es die Revisionen A, B und C, die sich im System-ROM und im Grafik-Chip unterscheiden. Erst ab der Revision B war an der IDE-Schnittstelle ein Master/Slave-Betrieb (bedingt durch das neuere ROM) möglich, d. h. es wurden vier statt vorher zwei Geräte unterstützt. Revision A hatte einen ATI-Rage-II-Grafik-Chip, ab Revision B wurde ein Rage Pro mit 3D-Beschleunigung eingebaut. Die Revision B hat eine fehlkonstruierte „Personality Card“, was dazu führt, dass das Bild am Röhrenmonitor dunkel und unscharf ist.
Die drei Revisionen lassen sich durch die Endung der ROM-Versionsnummer unterscheiden, ablesbar z. B. im Dienstprogramm „Apple System Profiler“ unter dem Reiter „Systemprofil“ – Produktionsinformation:
- Revision A: 40F2
- Revision B: 45F1
- Revision C: 45F2

Da 1997/1998 Iomega-ZIP-Laufwerke sehr gefragt waren, konnte der Schacht unter dem CD-Laufwerk mit einem internen ZIP100-Laufwerk bestückt werden. Bei der Revision A war das ZIP-Laufwerk mittels SCSI (ID 5), bei den darauffolgenden Revisionen per IDE-Bus angebunden (dadurch bedingt, dass in der Revision A die beiden zur Verfügung stehenden IDE-Kanäle durch die System-Festplatte und das CD-ROM-Laufwerk bereits belegt waren).
1999/2000 war es dann erstmals möglich, die bis dahin nur für Windows-Rechner konzipierte Voodoo-Grafikkarte „Voodoo3 2000“ der Firma 3dfx Interactive Inc. in den G3 einzubauen. Diese Karten galten in der zweiten Hälfte der 1990er Jahre als legendär in der Auflösung und waren auf Spiele spezialisiert.
Die IDE-Schnittstellen unterstützen den Transfermodus Multiword-DMA mit 16 Megabytes/s und eine maximale Festplattengröße von 128 GiB, entsprechend 137 GByte. Der G3 als sogenannter „Old-World-Mac“ erfüllt alle Vorgaben für den Betrieb von Mac OS X 10.2 „Jaguar“, jedoch unter der Voraussetzung, dass mindestens 128 MB Arbeitsspeicher zur Verfügung stehen. Die neueste noch offiziell unterstützte Betriebssystem-Version ist 10.2.8. Panther (10.3) und auch Tiger (10.4) können jedoch mit Hilfe der Shareware XPostFacto installiert werden. Mac OS X Leopard kann aufgrund des fehlenden G4-Prozessors nicht mehr installiert werden.
Das Gehäuse ist sehr gut zugänglich und die diversen Steckplätze ermöglichen ein vielfältiges Aufrüsten.

## Systemprofile
Apple Power Macintosh G3 Tower („Beige“)
- Bauzeit: November 1997 – Januar 1999
- Hauptprozessor: PowerPC G3 (PPC 750)
- Massenspeicher: SCSI-Festplatte, 24-fach-CD-ROM-Laufwerk, 3½″-Diskettenlaufwerk für 1,44-MB-Disketten, eventuell Iomega-Zip-Laufwerk (2 × SCSI)
- Level-I-Cache: 32 kiB
- Level-II-Cache: 1 MiB
- Busrate: 66 MHz
- Taktrate: 233, 266, 300 sowie 333 MHz
- Max. Arbeitsspeicher: max. 768 MiB (3 × 168 polige DIMM-Speicherbänke)
- ROM-Größe: 4 MiB
- Grafikchip: ATI Rage II, später Rage Pro, auf Hauptplatine gelötet
- Grafikspeicher: 2 MiB eingebaut, ausbaubar zu 6 MiB
- Grafikauflösung: je nach Speicherausbau
- Ton: 16-bit Stereosystem
- Anschlüsse: Personality Card, 3× PCI, SCSI: DB-25, Serielle Ports: 2, ADB: 1